# Rundemanen

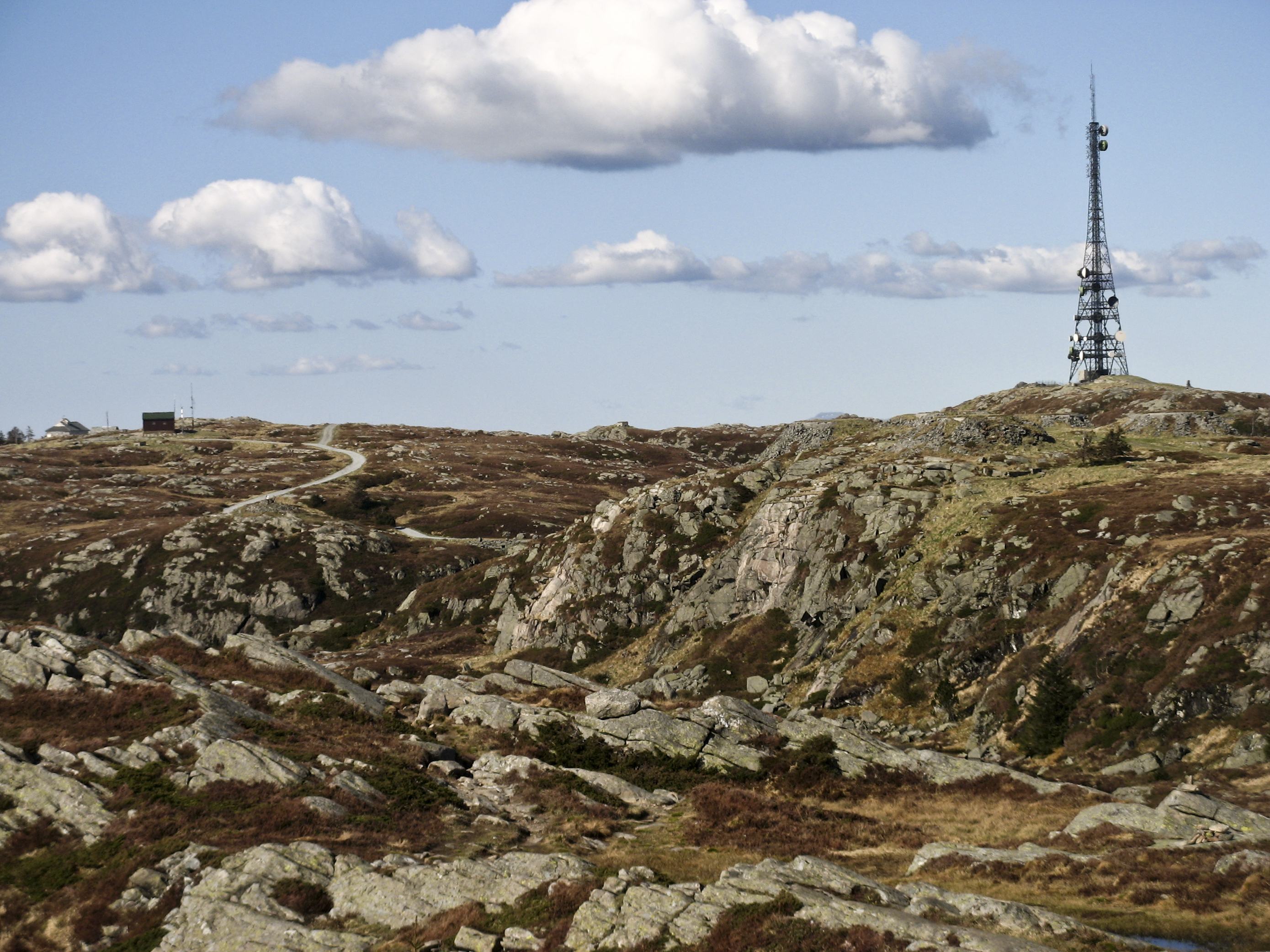
Rundemanen, 2007

Der Rundemanen ist ein 568 Meter hoher Berg in der Kommune Bergen im norwegischen Fylke Vestland. Er gehört zum selben Massiv wie die angrenzenden Ulriken, Blåmanen und Fløyen und wird wie diese häufig zu den „sieben Bergen“ (Norwegisch: De syv fjell) gezählt, die Bergen, die zweitgrößte Stadt Norwegens, umgeben.
Da er sich von Bergen aus betrachtet hinter dem Fløyen befindet, ist er trotz des 106 Meter hohen Mastes auf dem Gipfel von der Stadt aus nur schwer zu sehen.